# Tereza Macel
Tereza Macel (* 3. April 1974 in Prag; tschechisch Tereza Macelová) ist eine ehemalige tschechische Triathletin und vierfache Ironman-Siegerin (2006, 2009 und 2010).

## Werdegang
Tereza Macel begann 1995 mit Triathlon. Sie selbst verzichtet in ihrem Namen auf die sonst typische Endung -ová.
Sie lebt mit ihrem Mann Chris in Toronto und trainierte in ihrer aktiven Zeit in Victoria (Kanada). Im Mai 2010 gewann sie mit dem Ironman Brasil ihr viertes Ironman-Rennen (3,86 km Schwimmen, 180,2 km Radfahren und 42,195 km Laufen).
Im März 2011 erklärte sie ihre Karriere nach 15 Jahren für beendet.

## Sportliche Erfolge
| Datum/Jahr    | Rang | Wettbewerb                                       | Austragungsort | Zeit     | Bemerkung                                              |
| ------------- | ---- | ------------------------------------------------ | -------------- | -------- | ------------------------------------------------------ |
| 24. Jan. 2010 | 3    | Ironman 70.3 Pucón                               | Pucón          | 04:46:31 | [ 4 ]                                                  |
| 14. Juni 2009 | 1    | ASTC Long Distance Triathlon Asian Championships | Gangweon       | 04:56:41 |                                                        |
| 22. März 2009 | 3    | Ironman 70.3 Singapore                           | Singapur       |          |                                                        |
| 20. Jan. 2008 | 3    | Ironman 70.3 Pucón                               | Pucón          | 04:42:27 | hinter der Siegerin Heather Gollnick und Linsey Corbin |
| 5. Mai 2002   | 7    | St. Croix Triathlon                              | Saint Croix    | 04:59:52 |                                                        |
| 7. Mai 2000   | 6    | St. Croix Triathlon                              | St. Croix      | 03:02:04 |                                                        |

| Datum/Jahr    | Rang | Wettbewerb                            | Austragungsort | Zeit     | Bemerkung                                                                         |
| ------------- | ---- | ------------------------------------- | -------------- | -------- | --------------------------------------------------------------------------------- |
| 9. Okt. 2010  | 29   | Ironman Hawaii                        | Hawaii         | 09:58:27 |                                                                                   |
| 15. Aug. 2010 | 1    | Embrunman                             | Embrun         |          |                                                                                   |
| 18. Juli 2010 | 3    | Challenge Roth                        | Roth           | 09:09:29 | persönliche Bestzeit auf der Ironman-Distanz                                      |
| 30. Mai 2010  | 1    | Ironman Brasil                        | Florianópolis  | 09:19:13 | Sieg vor der US-Amerikanerin Dede Griesbauer                                      |
| 13. März 2010 | 10   | Abu Dhabi International Triathlon     | Abu Dhabi      | 07:29:27 | 3 km Schwimmen, 200 km Radfahren und 20 km Laufen                                 |
| 14. Juni 2009 | 1    | ITU Asian Long Distance Championships | Gangweon       | 04:56:41 | 3 km Schwimmen, 80 km Radfahren und 20 km Laufen                                  |
| 10. Okt. 2009 | 4    | Ironman Hawaii                        | Hawaii         | 09:23:43 |                                                                                   |
| 30. Aug. 2009 | 1    | Ironman Canada                        | Penticton      | 09:11:20 | Mit einer Zeit von 51:11 Minuten auf der Schwimmdistanz erreichte Macel den Sieg. |
| 26. Juli 2009 | 1    | Ironman USA                           | Lake Placid    | 09:29:36 | [ 8 ]                                                                             |
| 2009          | 3    | Ironman China                         | Haikou         |          |                                                                                   |
| 2. Dez. 2007  | 5    | Ironman Western Australia             | Busselton      | 09:22:55 |                                                                                   |
| 2006          | 1    | Ironman Korea                         | Seogwipo       | 09:29:21 | erster Sieg auf der Ironman- oder Langdistanz                                     |
| 15. Okt. 2005 | 53   | Ironman Hawaii                        | Hawaii         | 10:26:10 |                                                                                   |
| 9. Nov. 2002  | 23   | Ironman Florida                       | Panama City    | 11:40:34 |                                                                                   |